# Kniha mrtvých

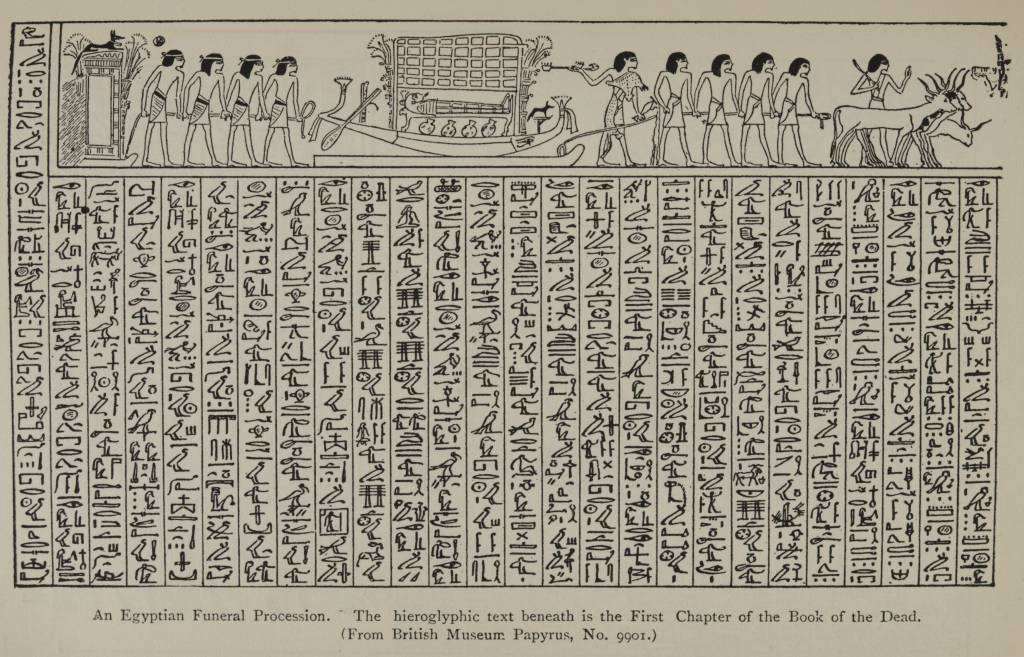
Kresba staroegyptského pohřebního průvodu s hieroglyfickým textem pod ním.

Kniha mrtvých je umělé označení pro literární, případně obrazovou historii, které popisují putování duše záhrobím. Název je původně spjat s Egyptskou knihou mrtvých, neboť je odvozen od toho, jak ji nazývali arabští vykradači hrobů – Kniha mrtvého muže. Ti ji přirozeně nedokázali přečíst, ale upoutávala svým mnohdy skvostným provedením. Přehlédli též skutečnost, že tyto svitky byly dávány mužům i ženám. Z hlediska ostatních knih mrtvých je označení Egyptské knihy mrtvých zavádějící, neboť v egyptském duchovním písemnictví existuje celá série různých spisů, které by bylo možné tak označit. Vhodnější by byl jiný umělý název z 19. století - Pohřební rituál.

Když W. Y. Evans-Wentz zjistil, že Tibeťané mají analogický spis, začalo se mluvit i o Tibetské knize mrtvých.

V roce 1872 vyšel německy pod názvem Mohamedánská eschatologie arabský text, který se od té doby stal známý jako Islámská kniha mrtvých.

Některá díla obsahují pasáže, která splňují podmínky knihy mrtvých. Příkladem může být Epos o Gilgamešovi.

Další průzkum ukázal, že analogických textů existuje mnohem více v celé řadě kultur. Mnohé nebyly dosud rozpoznané, takže následující přehled nebude vyčerpávající. Vedle konvenčního názvu uvádí i původní název díla. Konvenční název je vytvářen souslovím označení země původu + kniha mrtvých. Ne vždy je však toto přesné a ne vždy je možné tento název dodržet.
Konec druhého přechodného období znamenal pokračující demokratizaci posmrtného života, v té době se objevila sbírka téměř 200 zaklínadel. Tato sbírka je dnes známa jako Kniha mrtvých, ale starověcí Egypťané ji znali pod názvem "Formule pro vycházení ze dne". Tyto pohřební texty začaly provázet v hrobkách více lidí než Texty pyramid (pouze výsada faraonů) nebo Texty rakví, protože byly dostupné komukoliv, kdo si mohl dovolit získat jejich opis. Texty byly vlastně editovanou[zdroj?] a doplněnou verzí Textu rakví, které se ukládaly do hrobů zámožných lidí až do řecko-římského období.
Ačkoliv celkem zahrnovaly 200 zaříkadel, obsahovala jich každá hrobka pouze tolik, kolik zemřelý nebo rodina chtěli (či si mohli dovolit) získat. Texty byly objeveny převážně napsané na papyrových svitcích, ačkoliv určitá zaříkadla byla zaznamenána také na rakvích, amuletech, na zdech hrobek, na soškách a na různých sochách.
Papyrové svitky bývaly často umístěny v rakvi vedle těla nebo mohly být zabaleny v obinadlech mumie. Někdy se také vkládaly do dutých sošek Ptah-Sokar-Usira, sošky byly potom uloženy v hrobce společně s další pohřební výbavou. Tyto pohřební texty byly obvykle psány v hieroglyfech, ale zachovaly se také Knihy mrtvých v kurzívním, hieraktickém a démotickém písmu. Texty byly obvykle doprovázeny jasně barevnými ilustracemi nebo vinětami - od znázorněných amuletů vložených do obinadel mumie až po detailní scény posmrtného života.
| Většinou známý název         | Správný název                                          | Země původu               |
| ---------------------------- | ------------------------------------------------------ | ------------------------- |
| Egyptská kniha mrtvých       | Kapitoly o vycházení z hmotného světa do Bezbřehé záře | Egypt                     |
| Texty pyramid                |                                                        | Egypt                     |
| Texty rakví                  |                                                        | Egypt                     |
| Kniha dvou cest              |                                                        | Egypt                     |
| O tom, co je v Duátu         |                                                        | Egypt                     |
| Kniha bran                   |                                                        | Egypt                     |
| Kniha pro přemožení Apepa    |                                                        | Egypt                     |
| Pouť dvanácti jeskyněmi      |                                                        | Egypt                     |
| Kniha kokonů                 |                                                        | Egypt                     |
| Kniha země – Akerova kniha   |                                                        | Egypt                     |
| Kniha o Nut                  |                                                        | Egypt                     |
| Kniha nebeské krávy          |                                                        | Egypt                     |
| Kniha dne                    |                                                        | Egypt                     |
| Kniha noci                   |                                                        | Egypt                     |
| Kniha pro překonání věčnosti |                                                        | Egypt                     |
| Kniha dechů                  |                                                        | Egypt                     |
| Deitifikační edikt           |                                                        | Egypt                     |
| Fajjúmský papyrus            |                                                        | Egypt                     |
| Sumerská kniha mrtvých       | Sestup Inanny do podsvětí                              | Mezopotámie - Sumer       |
| Akkadská kniha mrtvých       | Sestup Ištary do podsvětí                              | Mezopotámie - Akkad       |
| Tibetská kniha mrtvých       | Bardo thödol                                           | Tibet                     |
| Ujgurská kniha mrtvých       |                                                        | Ujgurská autonomní oblast |
| Etiopská kniha mrtvých       | Stužka spravedlnosti                                   | Etiopie                   |
| Mayská kniha mrtvých         |                                                        | Yucatan (Mayská říše)     |
| Aztécká kniha mrtvých        | ?                                                      | Mexiko                    |
| Islámská kniha mrtvých       | ?                                                      | Saúdská Arábie?           |
| Mandejská kniha mrtvých      | Diwan Abatur                                           | Írán                      |
| Zoroastrijská kniha mrtvých  | Arda Virafa                                            | Írán                      |
| Koptská kniha mrtvých        | Zostrianos                                             | Egypt                     |
| Vize Panny Marie             |                                                        | Etiopie (Galilea?)        |
| Tajemství                    |                                                        | Etiopie (Galilea?)        |
| Apokalypsa sv. Pavla         | Apokalypsa sv. Pavla                                   | Etiopie (Galilea?)        |
| Pistis Sofie                 |                                                        | Egypt (Galilea?)          |
| Japonská kniha mrtvých       | Zásady pro zrození v Amidově říši                      | Japonsko                  |
| Jiříkovo vidění              | Jiříkovo vidění                                        | Čechy                     |
| Ars bene moriendi            |                                                        | Německo                   |
| Slovanská Kniha mrtvých      |                                                        | Rusko                     |

Knihy mrtvých představují rozsáhlou literaturu, která je podporována ještě zprávami (zejména starými, a proto nezkreslenými) o přirozené klinické smrti. Ze zkušeností tohoto druhu vycházejí a popisují buď zobecněné putování duše, nebo konkrétní případ. První pokusy o srovnání Egyptské a Tibetské knihy mrtvých spadají do 70. let minulého století. Tehdy byly neúspěšné kvůli nevyhovujícím překladům. Jejich srovnáváním a výzkumem a publikací se dnes soustavně zabývá Jaromír Kozák.
Knihy mrtvých budí značnou pozornost u veřejnosti. Toho se snaží využít někteří nesvědomití jedinci a objevují se spisy, které si nárokují tento název, ale jsou moderními pracemi a nesplňují základní podmínku, aby byly popisy záhrobí, či průvodci duše na cestě záhrobím.
O knihy mrtvých se zajímá religionistika, ale nejvíce spjaté jsou s transpersonální psychologií.
I když užívání umělého pojmu kniha mrtvých může někdy působit až násilným dojmem, je to velice užitečná pomůcka, která ponouká, aby byly jednotlivé spisy v této kategorii mezi sebou srovnány.